# اوبرشتاوفن
اوبرشتاوفن (به آلمانی: Oberstaufen) یک شهر در آلمان است که در ابرالاگوی واقع شده‌است. اوبرشتاوفن ۷٬۳۰۷ نفر جمعیت دارد.